# غضبان الحيران
غضبان الحيران مسلسل رسوم متحركة أمريكي من إنتاج شركة ديباتي-فريلينغ إنتربرايزس عرض لأول مره في 6 سبتمبر 1969 واستمر عرضه حتى 25 أبريل 1970 وتمت دبلجة المسلسل للغة العربية .

## روابط خارجية
- DePatie-Freleng fansite نسخة محفوظة 8 يونيو 2005 على موقع واي باك مشين.
- غضبان الحيران على موقع IMDb (الإنجليزية)
- غضبان الحيران على موقع كينوبويسك (الروسية)
- غضبان الحيران على موقع قاعدة بيانات الفيلم (الإنجليزية)
- غضبان الحيران في قاعدة بيانات الرسوم المتحركة الكبيرة